# Локва Рогозница
Локва Рогозница (до 1991. године Локва) је насељено место у саставу града Омиша, Сплитско-далматинска жупанија, Република Хрватска.

## Историја
До територијалне реорганизације у Хрватској налазила се у саставу старе општине Омиш.

## Становништво
На попису становништва 2011. године, Локва Рогозница је имала 397 становника.
| Број становника по пописима | Број становника по пописима | Број становника по пописима | Број становника по пописима | Број становника по пописима | Број становника по пописима | Број становника по пописима | Број становника по пописима | Број становника по пописима | Број становника по пописима | Број становника по пописима | Број становника по пописима | Број становника по пописима | Број становника по пописима | Број становника по пописима | Број становника по пописима |
| --------------------------- | --------------------------- | --------------------------- | --------------------------- | --------------------------- | --------------------------- | --------------------------- | --------------------------- | --------------------------- | --------------------------- | --------------------------- | --------------------------- | --------------------------- | --------------------------- | --------------------------- | --------------------------- |
| 1857                        | 1869                        | 1880                        | 1890                        | 1900                        | 1910                        | 1921                        | 1931                        | 1948                        | 1953                        | 1961                        | 1971                        | 1981                        | 1991                        | 2001                        | 2011                        |
| 569                         | 757                         | 704                         | 763                         | 945                         | 911                         | 1.368                       | 1.376                       | 472                         | 448                         | 432                         | 378                         | 318                         | 283                         | 392                         | 397                         |

Напомена: До 1931. исказивано под именом Рогозница, а од 1948. до 1991. под именом Локва. У 1857., 1869., 1921. и 1931. садржи податке за насеље Писак, као и део података од 1880. до 1910. и у 1948., а у 1869., 1921. и 1931. за насеље Челина. У 1948. смањено је издвајањем нових насеља Марушићи и Мимице.

### Попис1991.
На попису становништва 1991. године, насељено место Локва је имало 283 становника, следећег националног састава:
| Попис 1991.‍  | Попис 1991.‍  | Попис 1991.‍ | Попис 1991.‍ | Попис 1991.‍ |
| ------------ | ------------ | ----------- | ----------- | ----------- |
|              |              |             |             |             |
| Хрвати       | Хрвати       |             | 275         | 97,17%      |
| Срби         | Срби         |             | 2           | 0,70%       |
| Албанци      | Албанци      |             | 1           | 0,35%       |
| Југословени  | Југословени  |             | 1           | 0,35%       |
| Муслимани    | Муслимани    |             | 1           | 0,35%       |
| регион. опр. | регион. опр. |             | 1           | 0,35%       |
| непознато    | непознато    |             | 2           | 0,70%       |
| укупно: 283  |              |             |             |             |